# Munitionspanzer auf Fahrgestell Panzerkampfwagen III
Munitionspanzer auf Fahrgestell Panzerkampfwagen III – niemiecki transporter amunicyjny na podwoziu czołgu średniego Panzerkampfwagen III, używany w trakcie II wojny światowej.

## Historia
Kiedy armia niemiecka wkroczyła do Rosji, okazało się, że czołg średni Panzerkampfwagen III jest dość słabym przeciwnikiem dla nowoczesnych czołgów radzieckich. Dodatkowo okazało się, że pogoda odpowiada przez część roku za przerażające warunki na rosyjskich drogach. W związku z tym, oraz ze staraniami by jak najlepiej poradzić sobie w tej złej sytuacji, doprowadziły na początku maja 1943 r. do usunięcia wież z części przestarzałych czołgów Pz.Kpfw.III i przystosowania ich do roli transporterów amunicyjnych. Ich dużą zaletą był pancerz oraz trakcja gąsienicowa, która zapewniała lepszą mobilność w błocie i śniegu, niż miał jakikolwiek transport kołowy lub półgąsienicowy.